# フアン・カルロス・バレロン
フアン・カルロス・バレロン・サンターナ（Juan Carlos Valeron Santana, 1975年6月17日 - ）は、スペイン・カナリア諸島州・ラス・パルマス・デ・グラン・カナリア出身の元サッカー選手、サッカー指導者。元スペイン代表。ポジションはMF。現在はカナリア諸島代表監督を務める。

## クラブ経歴

### 初期の経歴
1995年、セグンダ・ディビシオンB（3部）に所属していたUDラス・パルマスからデビューし、1995-96シーズンはデビューシーズンながら27試合に出場した。セグンダ・ディビシオン（2部）に昇格した1996-97シーズンも27試合に出場し、2得点を記録した。1997年夏にはプリメーラ・ディビシオン（1部）のRCDマジョルカに移籍し、8月31日のバレンシアCF戦(2-1)で10分間出場してプリメーラ・ディビシオンデビューした。最上位リーグ初挑戦ながらチームの主軸となり、1997-98シーズンは36試合に出場した。

### アトレティコ・マドリード
1998年夏、アトレティコ・マドリードに移籍した。1998-99シーズンにはリーグ戦で5位となってUEFAカップ出場権を獲得し、コパ・デル・レイでは決勝でFCバルセロナに敗れたが準優勝を果たした。1999-2000シーズンも絶対的なレギュラーとしてプレーしたが、シーズン終了後にセグンダ・ディビシオン降格が決定した。

### デポルティーボ・ラ・コルーニャ
2000年夏、デポルティーボ・ラ・コルーニャに移籍した。はじめはジャウミーニャとポジションを分け合ったが、次第にレギュラーに定着し、2004年2月に契約延長した。2003-04シーズンはリーグ戦3位・UEFAチャンピオンズリーグでベスト4という好成績を残した。
2006年1月、RCDマジョルカ戦の試合終了2分前に左膝の前十字靭帯を断裂する怪我を負った。2006年夏に練習を再開したものの、プレシーズンマッチのSLベンフィカ戦で左膝の半月板を負傷し、さらに完治したはずの靭帯を再び痛めた。2007年3月、レアル・マドリード戦で復帰するが、左膝は完治しておらず、2度目の手術に踏み切った。長期間にわたりリハビリの日々を経て、2008年1月27日、レアル・バリャドリード戦(3-1)で133日ぶりに招集され、アンドレス・グアルダードとの交代で15分間出場した。2009年1月のレアル・マドリード戦では1098日ぶりにリーグ戦で先発出場した。2008-09シーズンは再びチームの中で重要な役割を担い、国内リーグでも欧州カップでも活躍した
2013年6月、デポルティーボ退団を発表。

### ラス・パルマス
2013年7月14日、古巣のUDラス・パルマスに復帰決定。契約は1年間。2016年5月7日、現役引退を発表。

## 代表経歴
1998年11月18日、イタリア戦(2-2)でスペイン代表デビューした。2000年にはUEFA欧州選手権2000に出場し、2002年に日本と韓国で共催された2002 FIFAワールドカップではスロベニア戦(3-1)で得点している。2004年にはUEFA欧州選手権2004に出場し、ロシア戦(1-0)では途中出場してすぐに得点したが、グループリーグ敗退に終わった。

## 人物
その卓越したテクニックからジネディーヌ・ジダンと比較されることがある。人格者として知られ、地元のカナリア諸島やアフリカのガーナのサッカースクールに多額の寄付をしている。スペイン代表ではラウル・ゴンサレスとポジションを争ったが、「僕は控えでもかまわない。僕のせいで人を悪く言ったりしないで欲しい」と公言し、闘争心に欠けるという批判を受けることもあった。ハビエル・イルレタ監督には「もう少しだけ試合に情熱を注げば世界最高の選手になれる」と評された。
ダビド・シルバと同郷である。ふたりは人口7000人ほどのアルギネギンという村の出身で、シルバがプロデビューする前からの知り合いである。
兄のミゲル・アンヘル・バレロン(Miguel Ángel Valerón)もミッドフィールダーとしてプレーした元サッカー選手である。彼はUDラス・パルマス、RCDマジョルカBなどでプレーしたが、怪我により早期の現役引退を余儀なくされた。

## 所属クラブ
- 1994-1995  UDラス・パルマスB
- 1995-1997  UDラス・パルマス
- 1997-1998  RCDマジョルカ
- 1998-2000  アトレティコ・マドリード
- 2000-2013  デポルティーボ・ラ・コルーニャ
- 2013-2016  UDラス・パルマス

## 個人成績
| クラブ成績 | クラブ成績                         | クラブ成績                     | リーグ | リーグ | カップ           | カップ           | スーパーカップ | スーパーカップ | 国際大会   | 国際大会   | 通算 | 通算 |
| シーズン   | クラブ                             | リーグ                         | 出場   | 得点   | 出場             | 得点             | 出場           | 得点           | 出場       | 得点       | 出場 | 得点 |
| スペイン   | スペイン                           | スペイン                       | リーグ | リーグ | コパ・デル・レイ | コパ・デル・レイ | スーペルコパ   | スーペルコパ   | 欧州カップ | 欧州カップ | 通算 | 通算 |
| ---------- | ---------------------------------- | ------------------------------ | ------ | ------ | ---------------- | ---------------- | -------------- | -------------- | ---------- | ---------- | ---- | ---- |
| 1994-95    | ラス・パルマスB                    | テルセーラ・ディビシオン       | 25     | 7      | –                | –                | –              | –              | –          | –          | 25   | 7    |
| 1995-96    | ラス・パルマス                     | セグンダ・ディビシオンB        | 27     | 0      | 2                | 1                | –              | –              | –          | –          | 29   | 1    |
| 1996-97    | ラス・パルマス                     | セグンダ・ディビシオン         | 27     | 2      | 7                | 0                | –              | –              | –          | –          | 34   | 2    |
| 1997-98    | マヨルカ                           | ラ・リーガ                     | 36     | 3      | 11               | 1                | –              | –              | –          | –          | 47   | 4    |
| 1998-99    | アトレティコ・マドリード           | ラ・リーガ                     | 30     | 3      | 5                | 0                | –              | –              | 5          | 0          | 40   | 3    |
| 1999-2000  | アトレティコ・マドリード           | ラ・リーガ                     | 35     | 4      | 6                | 0                | –              | –              | 6          | 0          | 47   | 4    |
| 2000-01    | デポルティーボ・デ・ラ・コルーニャ | ラ・リーガ                     | 31     | 4      | 2                | 0                | 0              | 0              | 8          | 0          | 41   | 4    |
| 2001-02    | デポルティーボ・デ・ラ・コルーニャ | ラ・リーガ                     | 36     | 3      | 4                | 0                | –              | –              | 13         | 3          | 53   | 6    |
| 2002-03    | デポルティーボ・デ・ラ・コルーニャ | ラ・リーガ                     | 23     | 2      | 1                | 0                | 2              | 1              | 5          | 0          | 31   | 3    |
| 2003-04    | デポルティーボ・デ・ラ・コルーニャ | ラ・リーガ                     | 34     | 3      | 1                | 0                | –              | –              | 14         | 2          | 49   | 5    |
| 2004-05    | デポルティーボ・デ・ラ・コルーニャ | ラ・リーガ                     | 38     | 1      | 1                | 0                | –              | –              | 8          | 0          | 47   | 1    |
| 2005-06    | デポルティーボ・デ・ラ・コルーニャ | ラ・リーガ                     | 20     | 4      | 3                | 1                | –              | –              | 6          | 0          | 29   | 5    |
| 2006-07    | デポルティーボ・デ・ラ・コルーニャ | ラ・リーガ                     | 2      | 0      | 1                | 0                | –              | –              | –          | –          | 3    | 0    |
| 2007-08    | デポルティーボ・デ・ラ・コルーニャ | ラ・リーガ                     | 5      | 0      | 0                | 0                | –              | –              | –          | –          | 5    | 0    |
| 2008-09    | デポルティーボ・デ・ラ・コルーニャ | ラ・リーガ                     | 22     | 0      | 3                | 0                | –              | –              | 12         | 1          | 37   | 1    |
| 2009-10    | デポルティーボ・デ・ラ・コルーニャ | ラ・リーガ                     | 24     | 1      | 3                | 0                | –              | –              | –          | –          | 27   | 1    |
| 2010-11    | デポルティーボ・デ・ラ・コルーニャ | ラ・リーガ                     | 21     | 0      | 5                | 0                | –              | –              | –          | –          | 26   | 0    |
| 2011-12    | デポルティーボ・デ・ラ・コルーニャ | セグンダ・ディビシオン         | 39     | 5      | 1                | 0                | –              | –              | –          | –          | 40   | 5    |
| 2012-13    | デポルティーボ・デ・ラ・コルーニャ | ラ・リーガ                     | 33     | 1      | 1                | 0                | –              | –              | –          | –          | 34   | 1    |
| 2013-14    | ラス・パルマス                     | セグンダ・ディビシオン         | 45     | 3      | 1                | 0                | –              | –              | –          | –          | 46   | 3    |
| 2014-15    | ラス・パルマス                     | セグンダ・ディビシオン         | 24     | 0      | 3                | 0                | –              | –              | –          | –          | 27   | 0    |
| 通算       | ラス・パルマスB                    | ラス・パルマスB                | 25     | 7      | —                | —                | —              | —              | —          | —          | 25   | 7    |
| 通算       | ラス・パルマス                     | ラス・パルマス                 | 123    | 5      | 13               | 1                | —              | —              | —          | —          | 136  | 5    |
| 通算       | マヨルカ                           | マヨルカ                       | 36     | 3      | 11               | 1                | —              | —              | —          | —          | 47   | 4    |
| 通算       | アトレティコ・マドリード           | アトレティコ・マドリード       | 65     | 7      | 11               | 0                | —              | —              | 11         | 0          | 87   | 7    |
| 通算       | デポルティーボ・ラ・コルーニャ     | デポルティーボ・ラ・コルーニャ | 328    | 24     | 26               | 1                | 2              | 1              | 66         | 6          | 422  | 32   |
| 総通算     | 総通算                             | 総通算                         | 577    | 46     | 61               | 3                | 2              | 1              | 77         | 6          | 717  | 55   |

## 代表歴

### 出場大会
- スペイン代表
  - 2002 FIFAワールドカップ

### 試合数
- 国際Aマッチ 46試合 5得点（1998年-2005年）[13]

| スペイン代表 | 国際Aマッチ | 国際Aマッチ |
| 年           | 出場        | 得点        |
| ------------ | ----------- | ----------- |
| 1998         | 1           | 0           |
| 1999         | 6           | 0           |
| 2000         | 7           | 0           |
| 2001         | 4           | 0           |
| 2002         | 9           | 2           |
| 2003         | 10          | 1           |
| 2004         | 8           | 2           |
| 2005         | 1           | 0           |
| 通算         | 46          | 5           |

## タイトル

### クラブ
- デポルティーボ・ラ・コルーニャ
  - コパ・デル・レイ: 2001–02
  - スーペルコパ・デ・エスパーニャ: 2000, 2002
  - UEFAインタートトカップ: 2008

### 代表
- U-21スペイン代表
  - UEFA U-21欧州選手権: 1998